# Caisse des dépôts et consignations

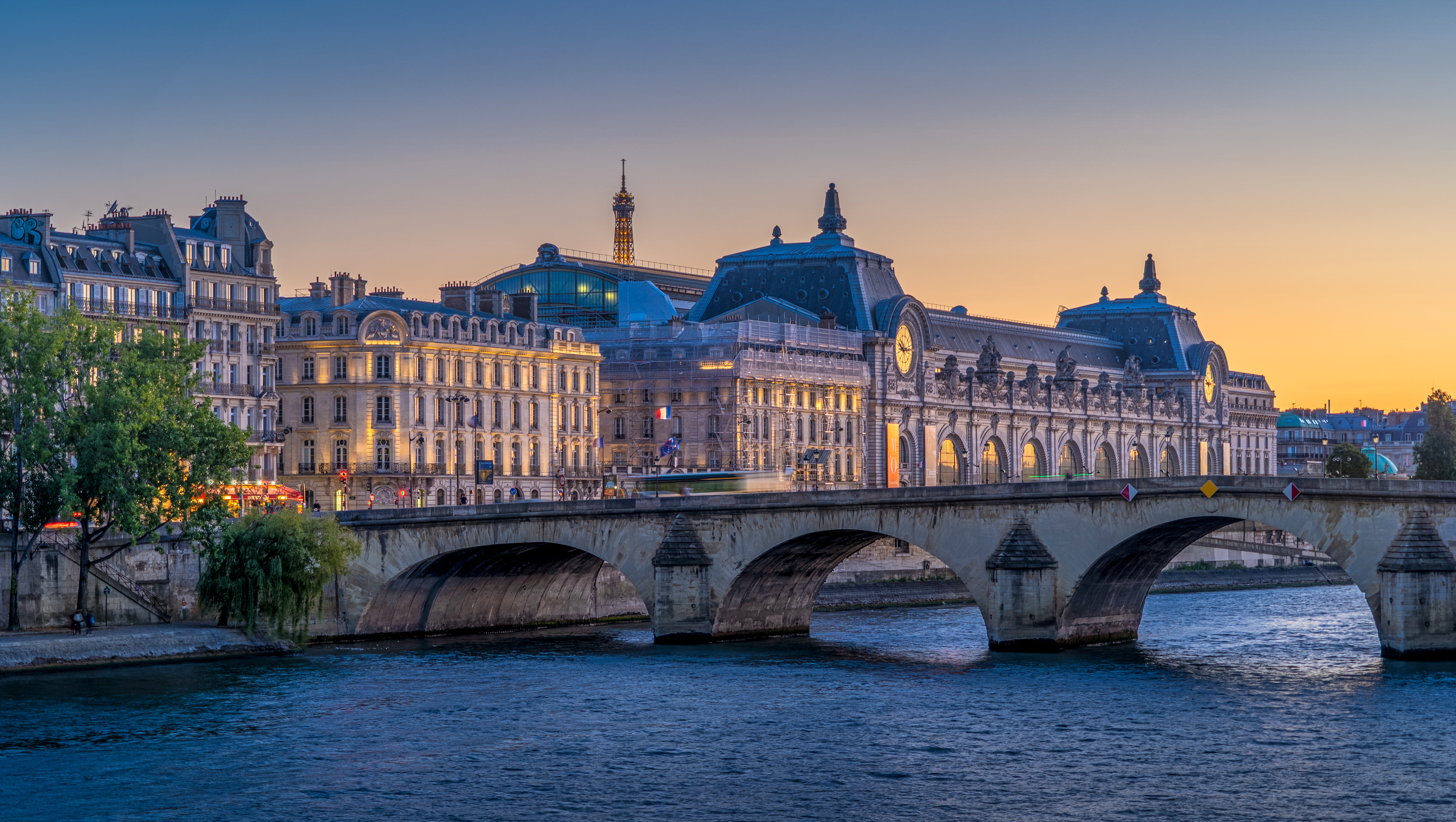
Hoofdzetel van de CDC (midden) in Parijs, gelegen naast het Musée d'Orsay (rechts)

De Caisse des dépôts et consignations (CDC) is een Franse publieke financiële instelling (staatsbank). Ze werd opgericht in 1816 en valt onder de bevoegdheid van het Franse parlement. De CDC wordt vaak omschreven als de investeringstak van de Franse staat. Ze treedt in allerlei domeinen op ter ondersteuning van nationaal en lokaal beleid. De CDC is aandeelhouder in verschillende bedrijven, waaronder investeringsbank Bpifrance, verzekeringsmaatschappij CNP Assurances, postbedrijf La Poste, vastgoedfonds Icade, openbaarvervoerbedrijf Transdev, bouwonderneming Egis en uitbater van wintersportgebied en pretparken Compagnie des Alpes.
Op 23 december 2024 werd de uitvoerend directeur Éric Lombard benoemd tot minister van economische zaken en financiën. Bij de CDC werd hij opgevolgd door Olivier Sichel.